# Junyj
Junyj (ros. Юный) – osiedle w Rosji, w obwodzie orenburskim, w rejonie orenburskim. W 2010 liczyło 1291 mieszkańców.